# Leclercville
Leclercville es un municipio canadiense situado en la provincia de Quebec.

## Superficie
Leclercville tiene una superficie de 136,61 km².

## Demografía
En 2021, tenía 491 habitantes, una densidad poblacional de 3,6 hab./km², y 270 viviendas.